# Rozhledna Granátník
Rozhledna Granátník je malá dřevěná rozhledna vysoká 5 metrů na jihovýchodním úpatí jihočeské hory Kleť, resp. východně pod vrcholem Granátník, vzdušnou čarou asi 1,3 km od obce Srnín v okrese Český Krumlov. Na vyhlídkovou plošinu vede 24 příkrých schodů.

## Historie a technická data
Její stavba proběhla v roce 2002, dokončena byla v prosinci téhož roku. Na stavbě spolupracovali Lesy ČR, lesní správa Český Krumlov a správa CHKO Blanský les. Věž vznikla podle plánů architekta Vojtěcha Storma. Pod rozhlednou je u cesty kryté odpočívadlo.
Pro veřejnosti byla oficiálně otevřena 5. června 2003 ke Dni životního prostředí. V roce 2020 nechala obec Srnín rozhlednu částečně opravit.

## Výhled
Výhled je pouze severovýchodním směrem na Hlubokou, České Budějovice a Novohradské hory (orientaci návštěvníkům usnadňuje tabule na ochozu rozhledny s označením viditelných míst)